# Бреја Грант
Бреја Колин Грант (енгл. Brea Colleen Grant; IPA: ) америчка је глумица, рођена 16. октобра 1981. године у Маршалу, Тексас.

## Филмографија
| Улоге Бреје Грант |                      |               |                |          |
| Година            | Српски назив         | Изворни назив | Улога          | Напомена |
| 2006.             | Декстер              |               | Рајан Чејмберс |          |
| 2008.             | Хероји               |               | Дафне Милбрук  |          |
| 2009.             | Ноћ вештица 2        |               | Мија Роквел    |          |
| 2011.             | Савршена студенткиња |               | Џордан         |          |
| 2017.             | Прича о духу         |               | Клара          |          |